# Tour de la Drôme
El Tour de la Drôme va ser una competició ciclista per etapes de categoria femenina que es disputava per les carreteres al departament de la Droma, a França. La cursa es creà el 1986 i l'última edició es disputà el 2006.
Jeannie Longo amb cinc, és la ciclista amb més victòries.

## Palmarès
| Any       | Vencedora          | Segona                    | Tercera                   |
| --------- | ------------------ | ------------------------- | ------------------------- |
| 1986      | Jeannie Longo      | Cecile Odin               | Dany Bonnoront            |
| 1987      | Jeannie Longo      | Cecile Odin               | Heidi Iratcabal           |
| 1988      | Jeannie Longo      | Danute Bankaitis          | Cecile Odin               |
| 1989      | Jeannie Longo      | Cecile Odin               | Maria Canins              |
| 1990      | Maria Canins       | Natalja Melekhina         | Karina Skibby             |
| 1991      | Marion Clignet     | Catherine Marsal          | Daiva Čepelienė           |
| 1992-1994 | No disputat        |                           |                           |
| 1995      | Jeannie Longo      | Fany Lecourtois           | Chantal Daucourt          |
| 1996      | Elizabeth Tadich   | Laurence Restoin          | Beatrice Rogue            |
| 1997      | Delphine Bezille   | Elisabeth Chevanne-Brunel | Aline Camboulives         |
| 1998      | Laurence Leboucher | Marcia Eicher-Vouets      | Chantal Daucourt          |
| 1999      | Chantal Daucourt   | Priska Doppmann           | Sandra Temporelli         |
| 2000      | No disputat        |                           |                           |
| 2001      | Magali Le Floc'h   | Laurence Restoin          | Sylvie Riedlé             |
| 2002      | Trixi Worrack      | Jeannie Longo             | Aline Camboulives         |
| 2003      | Tina Liebig        | Christiane Söder          | Susanne Beyer             |
| 2004      | Theresa Senff      | Priska Doppmann           | Marina Jaunatre           |
| 2005      | Priska Doppmann    | Sarah Grab                | Christiane Söder          |
| 2006      | Beatrice Thomas    | Liane Bahler              | Elisabeth Chevanne-Brunel |